# Тургус, Томас
То́мас Э́йден Тургу́с (англ. Thomas Aiden Turgoose; род. 11 февраля 1992) — британский актёр. Наиболее известен ролями подростков в фильмах «Это Англия» и «Сомерстаун».

## Биография
Родился 11 февраля 1992 года в Гримсби — одном из административных центров английского графства Линкольншир. Рос в неполной семье, которая распалась в 1993 году. Томо и его брат остались с матерью, двое других детей выбрали отца. Мать — Шерон Тургус, страдавшая от онкологического заболевания, была слишком слаба и не могла привить мальчику основы дисциплины. Предоставленный сам себе, он злоупотреблял фастфудом и сладкими газированными напитками, по несколько часов в день играл в компьютерные игры. В результате к 13 годам у него был диагностирован Синдром дефицита внимания и гиперактивности. Мальчик посещал школу не более одного дня в неделю. Режиссёр Шейн Медоуз, разыскивающий в провинциальных учебных заведениях исполнителя главной роли подростка-скинхеда для фильма «Это Англия», обратил внимание на Томаса, выделявшегося агрессивным поведением. За своё участие в кинопробах юноша запросил 5 фунтов стерлингов, чем продемонстрировал своё равнодушие к их результатам и позволил режиссёру утвердиться в выборе в его пользу. Мать Томаса скончалась в декабре 2005 года, за два месяца до завершения съёмок и последовавшего актёрского успеха сына. В знак своего уважения режиссёр Шейн Медоуз посвятил фильм «Это Англия» Шерон Тургус. По иронии судьбы четырнадцатилетний Томас, получивший за роль Шона Премию британского независимого кино, не мог присутствовать ни на одном показе или презентации этой ленты, так как из-за наличия сцен насилия и употребления алкоголя для неё был установлен возрастной ценз «18+».
С 2006 года Томас уже со всеми своими тремя братьями стал жить в новой семье отца. Он вернулся к занятиям в школе на полный день и начал серьёзно изучать драматическое искусство. Через год Шейн Медоуз пригласил Томаса к работе в картине «Сомерстаун», где тот вновь сыграл роль подростка с непростой судьбой. Фильм и актёрское мастерство юноши были оценены крайне высоко.
Последние годы Томас Тургус работает в различных проектах на телевидении и снимается в рекламе.

### Фильмография
| Год       |   | Русское название            | Оригинальное название       | Роль               |
| --------- | - | --------------------------- | --------------------------- | ------------------ |
| 2006      | ф | Это Англия                  | This is England             | Шон                |
| 2006—2006 | с | Проект Невинности           | The Innocence Project       | Диззи              |
| 2008      | ф | Сомерстаун                  | Somers Town                 | Томо               |
| 2008      | ф | Райское озеро               | Eden Lake                   | Купер              |
| 2009      | ф | Книга скаутов для мальчиков | The Scouting Book for Boys  | Дэвид              |
| 2010—2010 | с | Это Англия ’86              | This Is England ’86         | Шон                |
| 2011—2011 | с | Это Англия ’88              | This Is England ’88         | Шон                |
| 2012—2012 | с | Птичья песня                | Birdsong                    | Типпер             |
| 2015—2015 | с | Это Англия ’90              | This Is England ’90         | Шон                |
| 2017      | с | Игра престолов              | Game of Thrones             | солдат Ланнистеров |
| 2017      | ф | Kingsman: Золотое кольцо    | Kingsman: The Golden Circle | Лиам               |
| 2018      | ф | Конченая                    | Terminal                    | Рэймонд            |
| 2019      | ф | Британский психопат         | Avengement                  | Тюн                |
| 2021      | ф | Культовые тусовщики         | Creation Stories            | Дик Грин           |
| 2021      | с | Интергалактик               | Intergalactic               | Дрю                |
| 2023      | с | Виселица                    | The Gallows Pole            | Уильям Хартли      |
| 2023      | ф | Драйвер                     | Jackdaw                     | Крейг              |
| 2025      | ф | Микки 17                    | Mickey 17                   | солдат с базукой   |

## Награды и номинации
За фильм «Это Англия»:
- 2008 год — Премия британского независимого кино: премия за Лучший дебют;
- 2008 год — Премия Лондонского общества кинокритиков: номинация за особые достижения.

За фильм «Сомерстаун»
- 2008 год — Премия британского независимого кино: номинация в категориях Лучший актёр;
- 2008 год — Кинофестиваль Трайбека: премия Лучшему актёру (присуждена дуэту — Томасу Тургусу и Петру Ягелло)[6];
- 2009 год — Премия Лондонского общества кинокритиков за Лучший дебют британского актёра (Томас Тургус, по совокупности вклада с фильмом «Райское озеро»).